# Petelczyce
Petelczyce (ros. Петельчицы, Pietielczicy) – wieś na Białorusi, w obwodzie grodzieńskim, w rejonie brzostowickim, w sielsowiecie Koniuchy.
W dwudziestoleciu międzywojennym ówczesna okolica leżała w Polsce, w województwie białostockim, w powiecie grodzieńskim, w gminie Indura.
Według Powszechnego Spisu Ludności z 1921 roku ówczesną okolicę zamieszkiwały 202 osoby, 194 było wyznania rzymskokatolickiego, a 8 prawosławnego. Wszyscy mieszkańcy zadeklarowali polską przynależność narodową. Było tu 40 budynków mieszkalnych.
Miejscowość należała do parafii rzymskokatolickiej w miejscowości Usnarz i parafii prawosławnej w Indurze.
Podlegała pod Sąd Grodzki w Indurze i Okręgowy w Grodnie; właściwy urząd pocztowy mieścił się w Indurze.